# Unité urbaine de Gérardmer
L'unité urbaine de Gérardmer est une unité urbaine française centrée sur la commune de Gérardmer, dans le département des Vosges et la région Grand Est.

## Caractéristiques
D'après la définition qu'en donne l'INSEE, l'unité urbaine de Gérardmer est composée de 2 communes, toutes appartenant au pôle urbain de Gérardmer et situées dans les Vosges.
En 2022, l'unité urbaine compte 9 160 habitants.

## Composition selon la délimitation de 2020
Voici la liste des communes françaises de l'unité urbaine de Gérardmer.

| Nom               | Code Insee | Statut | Superficie (km2) | Population (dernière pop. légale) | Densité (hab./km2) |
| ----------------- | ---------- | ------ | ---------------- | --------------------------------- | ------------------ |
| Gérardmer (siège) | 88196      |        | 54,78            | 7 685 (2022)                      | 140                |
| Xonrupt-Longemer  | 88531      |        | 30,71            | 1 475 (2022)                      | 48                 |